# Czyny boskiego Augusta

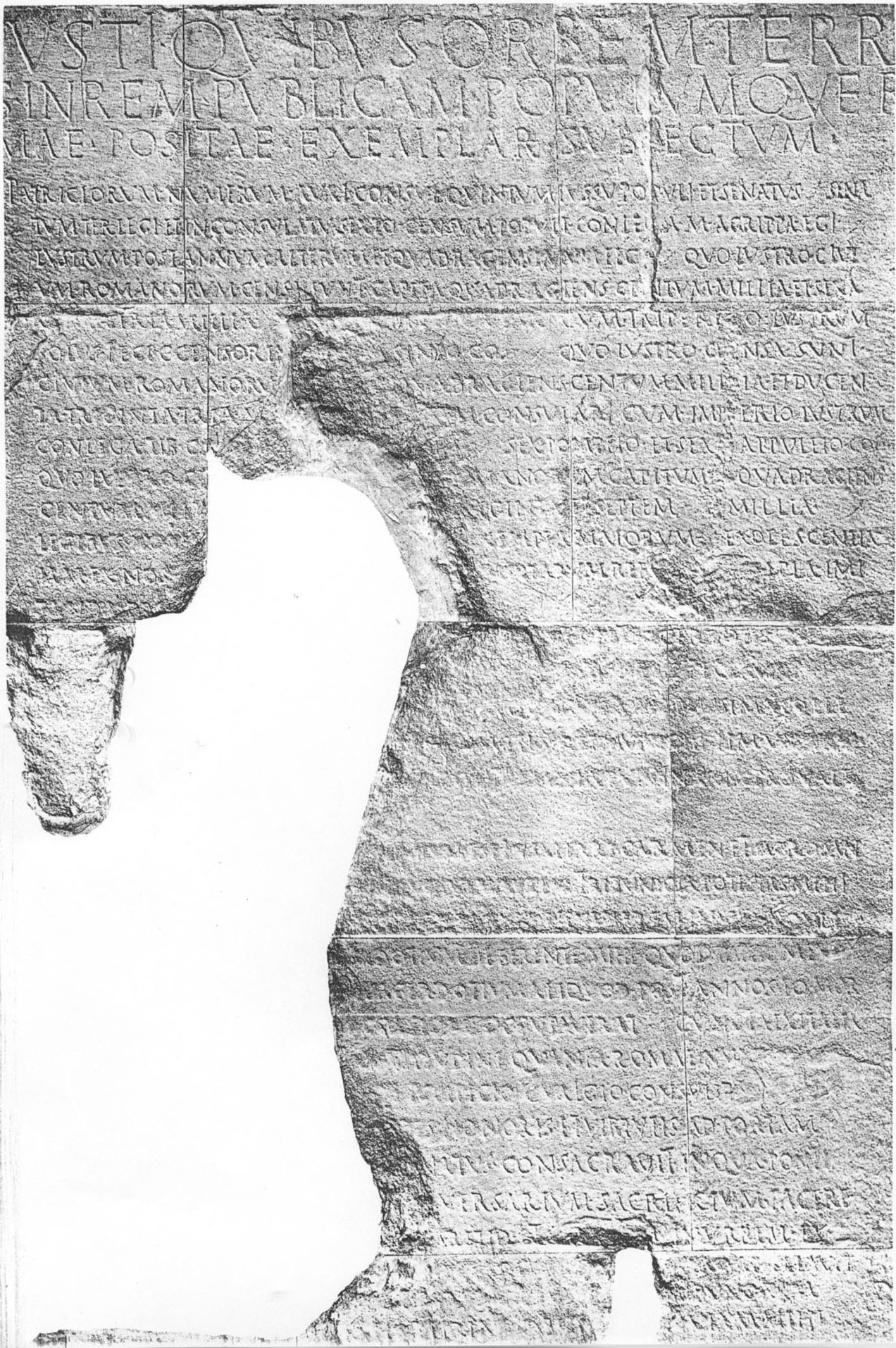
Monumentum Ancyranum.

Czyny boskiego Augusta (łac. Res Gestae Divi Augusti) – publiczna inskrypcja w kamieniu opisująca w narracji pierwszoosobowej czyny pierwszego cesarza rzymskiego Oktawiana Augusta.
Napis został odkryty w 1555 r. Wykuty był na wewnętrznej ścianie świątyni Romy i Augusta w Ankyrze w Galacji. Dlatego nazywa się go zamiennie Monumentum Ancyranum. Znaczne fragmenty Czynów odkryto też w Apolloni i Antiochi Pizydyjskiej. W napisach z Ankyry i Apollonii obok tekstu łacińskiego biegnie w obu przypadkach identyczne tłumaczenie greckie.
Dokument liczy 35 rozdziałów. Oktawian August przedstawił w nim kolejne etapy swej kariery politycznej od 19. do 76. roku życia. Wymienia jakie piastował urzędy i jak często, z kim prowadził wojny, jakie nowe ziemie przyłączył do państwa, zhołdował ludy barbarzyńskie, liczbę odbudowanych świątyń i budynków po wojnach domowych, urządzonych igrzysk, wysokość rozdawnictwa zboża, żołdu i wszystkich kosztów na cele publiczne.